# Matjens
Matjens is een natuurgebied in het uiterste zuidwesten van de gemeente Zundert. Het meet 169 ha en is in bezit van Staatsbosbeheer.
Het gebied ligt tegen de Belgisch-Nederlandse grens, direct ten oosten van Nieuwmoer, en 5 km ten zuidwesten van Achtmaal. De voortzetting in België heet De Maatjes. Dit is eveneens een natuurreservaat, terwijl er zich aldaar ook een buurtschap met dezelfde naam bevindt.

## Etymologie
De naam Matjens komt van made, dat hooiland betekent.

## Geschiedenis
Oorspronkelijk werd in dit gebied hoogveen gevormd, dat echter in de loop van de 16e en 17e eeuw is afgegraven. De diverse waterlopen als Kleine Beek, Berkenbeek, IJzermolenvaart en Roosendaalse Vaart zijn dan ook door de mens gegraven waterlopen die ten doel hadden om de turf af te voeren. Aldus ontstond het huidige gebied, één der meest zuidelijke rietmoerassen van Nederland. In 1985 dreigde het landschap aan de Belgische zijde te verdwijnen door voorgenomen ruilverkavelingen. Hier bestond nog 50 ha aan gemeenschappelijke grond, die extensief beheerd werd door de boeren. Uiteindelijk heeft men de situatie zo gelaten en werd een grensoverschrijdend natuurreservaat ingesteld.
Door aankoop van de omringende weilanden en beheersafspraken met de boeren werd aan beide zijden van de grens een meer natuurlijke wijze van landbenutting ingesteld. Het huidig beheer is gericht op herstel van de kwel en op bestrijding van de diffuse verontreiniging in de vanuit België toestromende waterlopen.

## Flora en fauna
Het moeras is betrekkelijk voedselrijk, maar planten als de grote boterbloem en de waterviolier duiden op kwel. Broedvogels zijn de bruine kiekendief, waterral, sprinkhaanrietzanger, rietzanger, blauwborst, roodborsttapuit en grasmus.

## Externe bron
- Rapport beheersmaatregelen